# BANP
BANP (англ. BTG3 associated nuclear protein) – білок, який кодується однойменним геном, розташованим у людей на короткому плечі 16-ї хромосоми. Довжина поліпептидного ланцюга білка становить 519 амінокислот, а молекулярна маса — 56 494.
| 10         |  | 20         |  | 30         |  | 40         |  | 50         |
| ---------- |  | ---------- |  | ---------- |  | ---------- |  | ---------- |
| MMSEHDLADV |  | VQIAVEDLSP |  | DHPVVLENHV |  | VTDEDEPALK |  | RQRLEINCQD |
| PSIKTICLRL |  | DSIEAKLQAL |  | EATCKSLEEK |  | LDLVTNKQHS |  | PIQVPMVAGS |
| PLGATQTCNK |  | VRCVVPQTTV |  | ILNNDRQNAI |  | VAKMEDPLSN |  | RAPDSLENVI |
| SNAVPGRRQN |  | TIVVKVPGQE |  | DSHHEDGESG |  | SEASDSVSSC |  | GQAGSQSIGS |
| NVTLITLNSE |  | EDYPNGTWLG |  | DENNPEMRVR |  | CAIIPSDMLH |  | ISTNCRTAEK |
| MALTLLDYLF |  | HREVQAVSNL |  | SGQGKHGKKQ |  | LDPLTIYGIR |  | CHLFYKFGIT |
| ESDWYRIKQS |  | IDSKCRTAWR |  | RKQRGQSLAV |  | KSFSRRTPNS |  | SSYCPSEPMM |
| STPPPASELP |  | QPQPQPQALH |  | YALANAQQVQ |  | IHQIGEDGQV |  | QVGHLHIAQV |
| PQGEQVQITQ |  | DSEGNLQIHH |  | VGQDGQLLEA |  | TRIPCLLAPS |  | VFKASSGQVL |
| QGAQLIAVAS |  | SDPAAAGVDG |  | SPLQGSDIQV |  | QYVQLAPVSD |  | HTAGAQTAEA |
| LQPTLQPEMQ |  | LEHGAIQIQ  |  |            |  |            |  |            |

A: Аланін

C: Цистеїн

D: Аспарагінова кислота

E: Глутамінова кислота

F: Фенілаланін

G: Гліцин

H: Гістидин

I: Ізолейцин

K: Лізин

L: Лейцин

M: Метіонін

N: Аспарагін

P: Пролін

Q: Глутамін

R: Аргінін

S: Серин

T: Треонін

V: Валін

W: Триптофан

Кодований геном білок за функціями належить до репресорів, регуляторів хроматину, білків розвитку, фосфопротеїнів. 
Задіяний у таких біологічних процесах, як транскрипція, регуляція транскрипції, клітинний цикл, ацетилювання, альтернативний сплайсинг. 
Білок має сайт для зв'язування з ДНК. 
Локалізований у ядрі.